# Доминик дьо Вилпен
Доминик Мари Франсоа Рьоне Галузо дьо Вилпен (на френски: Dominique Marie François René Galouzeau de Villepin), известен като Доминик дьо Вилпен, е френски писател, дипломат и политик, министър-председател на Франция от 31 май 2005 до 17 май 2007.

## Биография
Доминик дьо Вилпен е роден в семейство на френски политици. Баща му – Гзавие дьо Вилпен е френски дипломат и сенатор.
По-голямата част от детството си Доминик дьо Вилпен прекарва в чужбина – в Мароко, Венецуела и САЩ. През май 1968 г., по време на студенстките бунтове, той е единственият ученик във френския колеж в Каракас, солидарен със студентите. По тази причина се завръща във Франция и продължава образованието си в Тулуза. По-късно завършва Институт по политически науки и Националното училище по администрация.
Доминик дьо Вилпен отбива военната си служба като младши офицер на самолетоносача Клемансо и след това е назначен в министерството на външните работи.

## Политическа кариера
От 1980 г. до 1984 г. работи в секретариата на Министерството на външните работи. От 1984 г. е назначен първи секретар във френското посолство във Вашингтон. От 1987 г. е директор на прес-службата към същото посолство. Между 1989 и 1992 е съветник към посолството на Франция в Ню Делхи.
През 1993 г. Доминик дьо Вилпен се завръща в страната си и оглавява секретариата на министъра на външните работи. През 1995 г. той е назначен като генерален секретар на президентството на Жак Ширак.
От 2002 до 2004 заема поста на министър на външните работи, а от 2004 до 2005 е министър на вътрешните работи. След референдума за европейската конституция през май 2005 Доминик дьо Вилпен е назначен за министър-председател на Франция. Заема поста на министър-председател до 15 май 2007 г., когато подава оставка едновременно с края на президентството на Жак Ширак.
1. ↑  www.legifrance.gouv.fr